# Monir Shahroudy Farmanfarmaian
Monir Shahroudy Farmanfarmaian (persan : منیر شاهرودی فرمانفرمائیان ; 16 décembre 1922-20 avril 2019) est une artiste iranienne et une collectionneuse d'art populaire.  
Elle est connue comme une artiste majeure de la scène iraniennes de la période contemporaine et elle a été la première artiste à avoir une pratique artistique qui marie les motifs géométriques et les techniques de mosaïque de verre taillé (Āina-kāri) de son héritage iranien avec les rythmes de l'abstraction géométrique occidentale moderne,. En 2017, un musée a son nom est inauguré à Téhéran, en Iran,.

## Jeunesse et formation
Monir Shahroudy Farmanfarmaian naît le 18 décembre 1922 dans la ville religieuse de Qazvin au nord-ouest de l'Iran. Elle acquiert des compétences artistiques très tôt grâce à des leçons de dessin d'un tuteur et étudiant des représentations de cartes postales de l'art occidental.  
Après avoir étudié à la faculté des beaux-arts de l'Université de Téhéran en 1944, elle souhaite continuer sa formation à Paris. Obligée d'annuler son séjour à cause de la Seconde Guerre mondiale, elle part pour New York en bateau à vapeur. Elle étudie à l'Université Cornell à Parsons The New School for Design où elle se spécialise dans l'illustration de mode, puis elle rejoint l'Art Students League. 

## Carrière artistique
En tant qu'illustratrice de mode, Monir Shahroudy Farmanfarmaian occupe divers emplois indépendants, travaillant avec des magazines tels que Glamour avant d'être embauchée par le grand magasin Bonwit Teller, où elle a fait la connaissance d'Andy Warhol.  
Grâce à son exposition au 8th Street Club et son intégration à la scène artistique new yorkaise, elle se lie d'amitié avec ses contemporains comme Louise Nevelson, Jackson Pollock, Willem de Kooning, Barnett Newman et Joan Mitchell . 

### Premier retour en Iran
Au début de l'année 1957, Monir Shahroudy Farmanfarmaian retourne en Iran. Inspirée par la culture locale, elle se découvre « une fascination pour la tradition artistique tribale et folklorique » de l'histoire de son pays, qui « l'amène à repenser le passé et à concevoir une nouvelle voie pour son art »  
Dans les années suivantes, elle développe davantage son inspiration persane en créant des mosaïques en miroir et des monotypes abstraits. Son travail est montré au Pavillon de l'Iran de la XXIXe de la Biennale de Venise en 1958 et dans un certain nombre d'expositions comme à l'Université de Téhéran en 1963, à la Iran-America Society en 1973 et au sein de la  Jacques Kaplan/Mario Ravagnan Gallery en 1974.

### Exil aux États-Unis
En 1979, Monir Shahroudy Farmanfarmaian et son deuxième mari, Abol-Bashar, se rendent à New York pour rendre visite à leur famille. C'est à peu près à la même époque que la révolution islamique commence : l'artiste se retrouve exilée aux États-Unis, un exil qui durera plus de vingt ans.  
Monir Shahroudy Farmanfarmaia tente de réaliser ses mosaïques avec les ressources limitées offertes en Amérique du Nord. Les matériaux manquants et des travailleurs relativement inexpérimentés aux techniques traditionnelles limitent ses expérimentations. Durant cette période, l'artiste met l'accent sur d'autres aspects de son art, tels que les commandes et les dessins.

### Retour en Iran
En 1992, Monir Shahroudy Farmanfarmaian retourne en Iran et plus tard, à Téhéran en 2004, elle réaffirme sa place au sein de la communauté artistique iranienne, réunissant d'anciens et de nouveaux employés pour l'aider à créer ses œuvres Elle continue de vivre et travailler à Téhéran jusqu'à sa mort en 2019.   

## Œuvre
En plus de son travail sur les miroirs (technique connue sous le nom de Āina-kāri), Monir Shahroudy Farmanfarmaian est également connue pour ses peintures, dessins et monotypes. 

Dans les années 1970, Monir Shahroudy Farmanfarmaian se rend à la mosquée Chah-Tcheragh à Chiraz, en Iran. Avec la « salle à dôme élevé du sanctuaire... couverte de minuscules miroirs carrés, triangulaires et hexagonaux » semblable à de nombreuses autres mosquées iraniennes antiques cette visite constitue un tournant dans le parcours artistique de l'artiste menant à son intérêt pour les œuvres en mosaïque miroir. Dans ses mémoires, elle décrit l'expérience comme transformatrice : 
 « L'espace même semblait en feu, les lampes flamboyantes dans des centaines de milliers de reflets... C'était un univers en soi, une architecture transformée en performance, tout mouvement et lumière fluide, tous les solides fracturés et dissous dans l'éclat de l'espace, dans la prière. J'ai été submergée. » 
 Avec l'aide de l'artisan iranien, Hajji Ostad Mohammad Navid, elle créé un certain nombre de mosaïques et de pièces d'exposition en découpant des miroirs et des peintures sur verre dans une multitude de formes, qu'elle transforme plus tard en constructions qui évoquent des aspects du soufisme et de la culture islamique. Āina-kāri est l'art traditionnel de couper des miroirs en petits morceaux et en éclats, en les plaçant dans des formes décoratives sur du plâtre. Cette forme de mosaïque iranienne en verre glacé et miroir est un artisanat traditionnellement transmis de père en fils.  
Monir Shahroudy Farmanfarmaian est la première artiste contemporaine à réinventer le médium traditionnel de manière contemporaine. En s'efforçant de mélanger les influences iraniennes et la tradition des œuvres d'art en miroir avec des pratiques artistiques en dehors de la culture strictement iranienne, « offrant une nouvelle façon de voir les anciens éléments esthétiques de cette terre en utilisant des outils qui ne se limitent pas à une géographie particulière », elle peut exprimer une conception cyclique de la spiritualité, de l'espace et de l'équilibre dans ses mosaïques. 

## Vie privée
Monir Shahroudy Farmanfarmaian épouse l'artiste iranien Manoucher Yektai en 1950 et ils divorcent en 1953. En 1957, elle retourne à Téhéran et épouse l'avocat Abolbashar Farmanfarmaian. En 1991, son mari décède d'une leucémie. Elle est mère de deux filles, Nima et Zahra.  
Pendant sa vie en Iran, Monir Shahroudy Farmanfarmaian est également collectionneuse d'art. Elle rassemble l'une des plus grandes collections de « peintures de café » du pays - des peintures commandées à des artistes folkloriques comme des peintures murales. La grande majorité de ses œuvres de sa collection d'art populaire a été confisquée, vendue ou détruite. 

## Reconnaissance

### Expositions
La première grande rétrospective consacrée à l'œuvre de Monir Shahroudy Farmanfarmaian est organisée par Suzanne Cotter en 2014 à la Fundação de Serralves à Porto au Portugal. Elle est intitulée Infinite Possibility: Mirror Works and Drawings. L'exposition voyage ensuite au musée Solomon R. Guggenheim de New York en 2015. Il s'agit à ce moment-là de la première grande exposition de l'artiste dans un musée américain.  
Son travail est exposé publiquement dans plusieurs grands musées dont le Museum of Modern Art (MoMA), le Solomon R. Guggenheim Museum, le Grand Rapids Art Museum, la Leighton House Museum, la Haus der Kunst, le musée irlandais d'Art moderne (IMMA), Zentrum Paul Klee, Savannah College of Art and Design Museum.  
Ses œuvres sont aussi montrées dans des galeries privées, dont The Third Line à Dubaï ; Grey Art Gallery à New York ; la Galerie Denise René à Paris et New York mais aussi à Vienne et Tokyo. 
Monir Shahroudy Farmanfarmaian participe également à la 6e Triennale Asie-Pacifique d'art contemporain en 2009 et à la 29e Biennale de São Paulo mais aussi à la Biennale de Venise en 1958, 1966 et 2009. En 1958, elle reçoit même la médaille d'or pour le Pavillon iranien.

### Commandes d'installations
Plusieurs institutions commandent des installations in situ à Monir Shahroudy Farmanfarmaian, dont la Queensland Art Gallery, le Victoria and Albert Museum, le bâtiment Dag Hammerskjod, à New York et le Niyavaran Cultural Center. D'autres installations sont achetées par le Metropolitan Museum of Art, le musée d'art contemporain de Téhéran et le Musée d'art contemporain de Tokyo. 

### Collections
Les pièces de Monir Shahroudy Farmanfarmaian sont conservées par plusieurs collections publiques à travers le monde, entre autres le Metropolitan Museum of Art, le Museum of Contemporary Art Chicago, le Museum of Fine Arts, de Houston, la Tate Modern à Londres, la Queensland Art Gallery. 
En décembre 2017, un musée éponyme ouvre ses portes dans les jardins du parc Negarestan à Téhéran, en Iran. Il est entièrement consacré à la présentation des œuvres de l'artiste,,,. 

## Distinctions
Monir Shahroudy Farmanfarmaian est nommée l'une la liste des 100 Women de la BBC en 2015. 
Le film Monir (2014) réalisé par Bahman Kiarostami, est un documentaire sur la vie et l'œuvre de l'artiste,. 